# Улица Дагдас (Рига)
Улица Да́гдас (латыш. Dagdas iela) — улица в Латгальском предместье города Риги, в историческом районе Московский форштадт. Пролегает в направлении с востока на запад, параллельно улице Эмилияс Беньяминяс, от улицы Лачплеша до улицы Стругу. С другими улицами не пересекается.
Общая длина улицы Дагдас составляет 122 метра. На всём протяжении асфальтирована, разрешено движение в обоих направлениях. Общественный транспорт по улице не курсирует. Средняя ширина проезжей части — 7,4 метра.

## История
Современная улица Дагдас проложена около 1910 года, первоначально как безымянная. В 1911 году ей было присвоено название Порховская улица (нем. Porchower Strasse или Porchowstrasse, латыш. Porhova iela) — в честь российского города Порхов. В это время в Риге существовала другая улица Дагдас — нынешняя улица Азенес. 6 сентября 1923 года эти две улицы одновременно получили свои нынешние названия; других переименований не было.
К началу Второй мировой войны к улице Дагдас относилось три земельных участка. На участке дома № 3 в 1920-е годы действовал свечной завод «Alfa», в 1930-е годы — хлебопекарня.

## Застройка
- Дом № 1 — бывший доходный дом Парамонова (1910-е годы).
- Дом № 2 — бывший доходный дом Граевского (1910-е годы).
- Дом № 3 — бывший доходный дом (1913, архитектор Иосиф Этин), памятник архитектуры местного значения[6].
- Дом № 4 — бывший доходный дом Гликмана (1910, архитектор П. Мандельштам) — памятник архитектуры местного значения[7].
- Интересны также угловые дома при пересечении с улицами Лачплеша и Стругу, относящиеся к этим улицам. Архитектор дома № 3 по ул. Стругу — М. О. Эйзенштейн (1911).

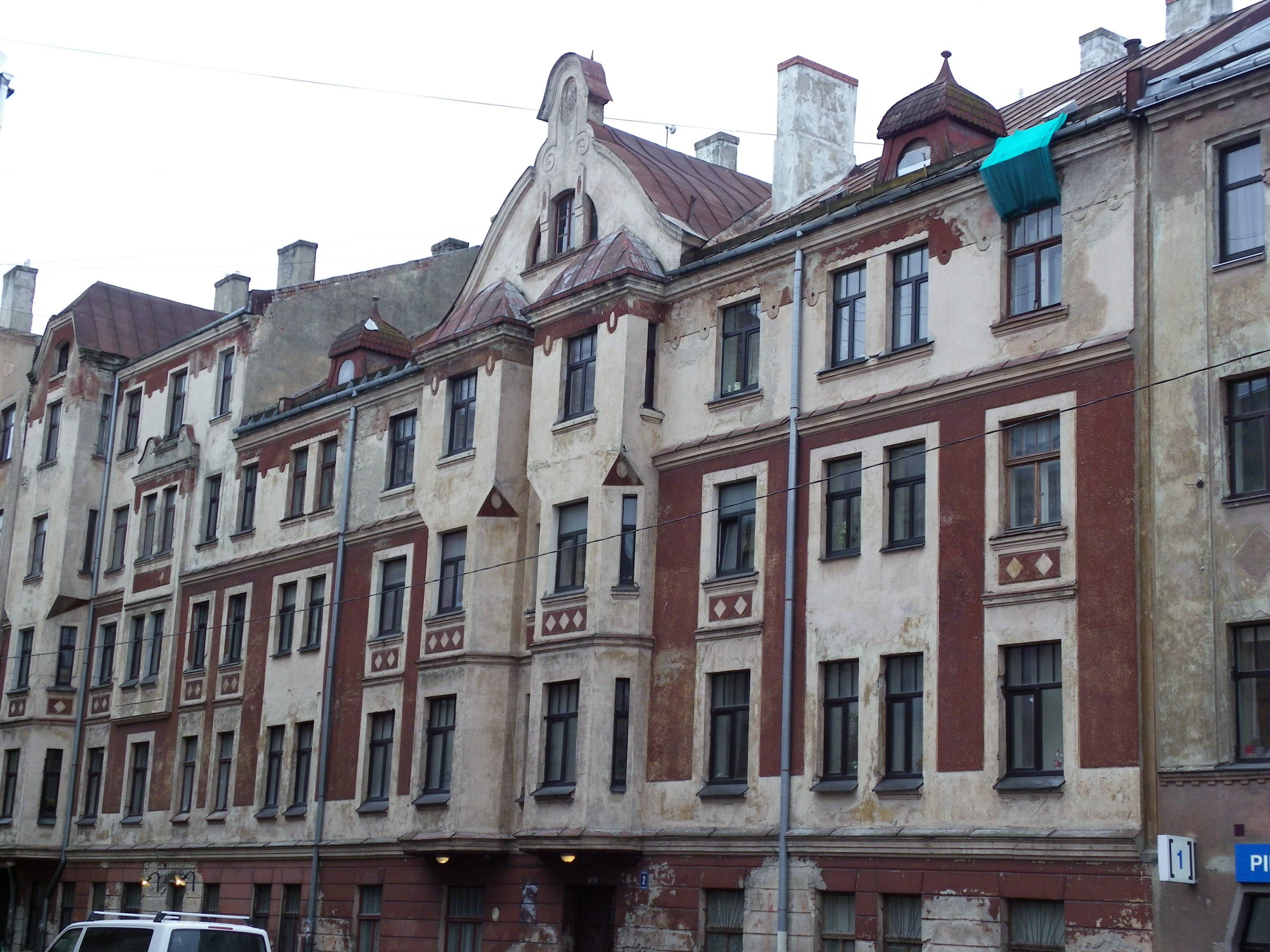
Дом № 2
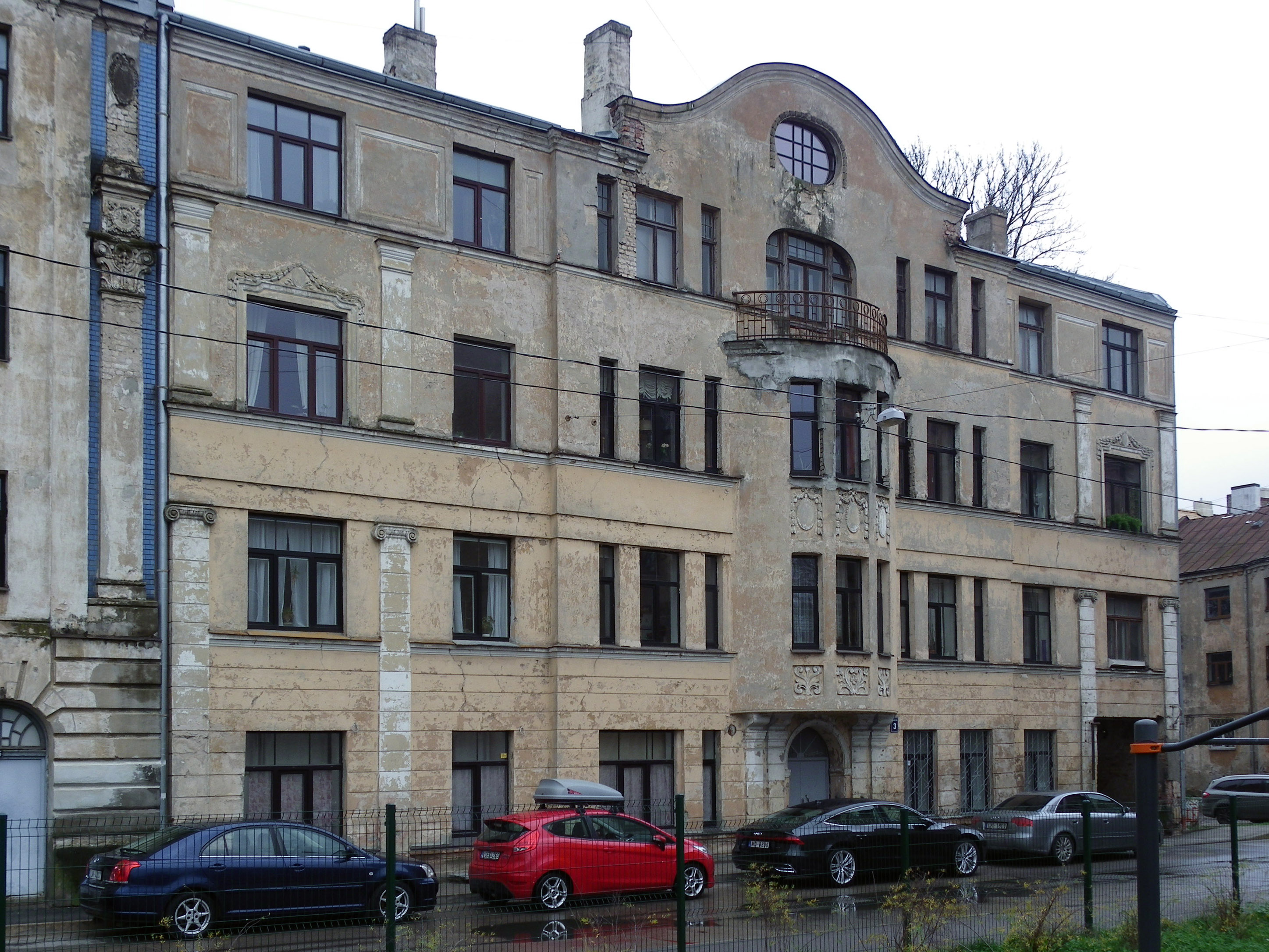
Дом № 3
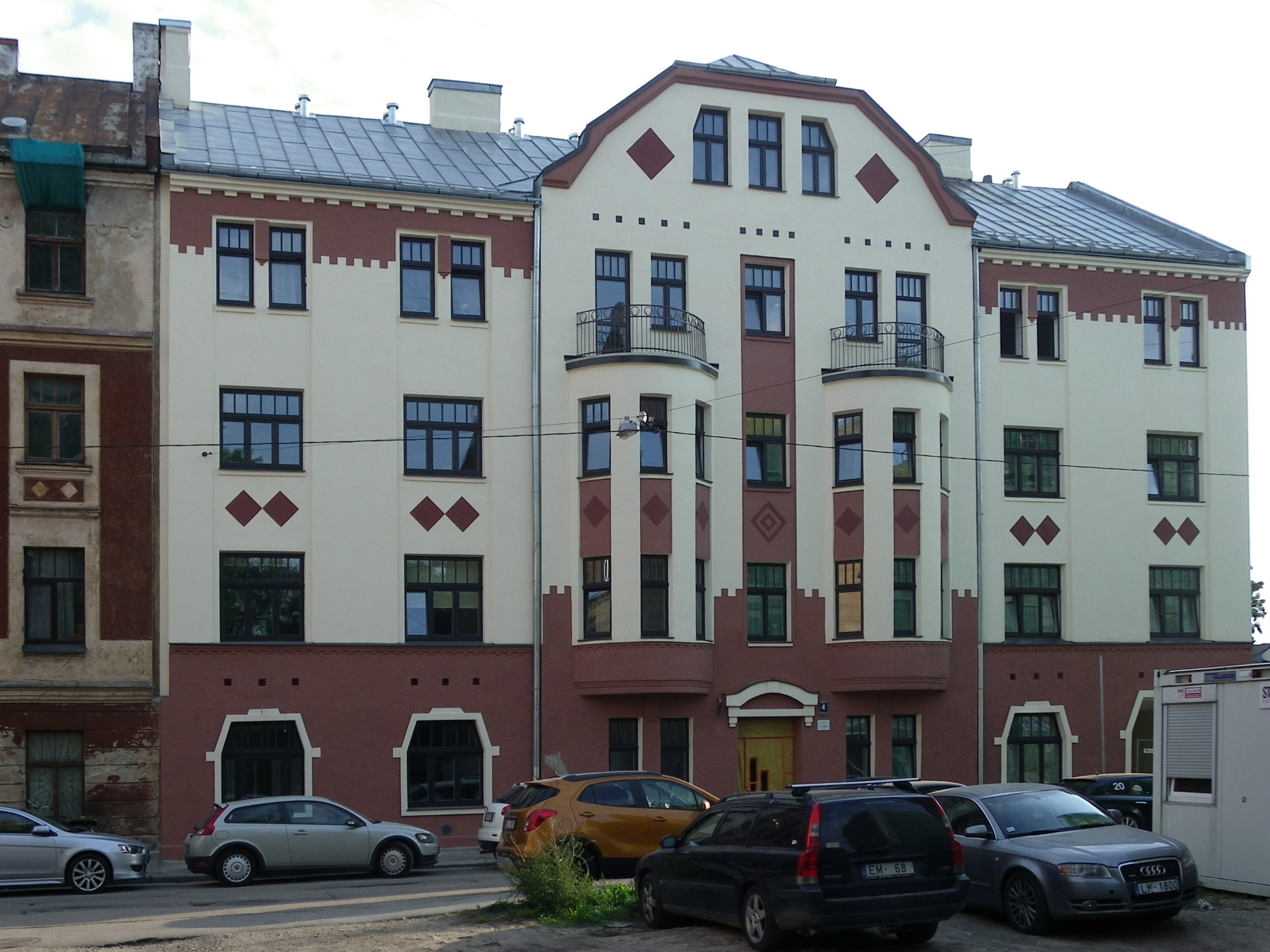
Дом № 4
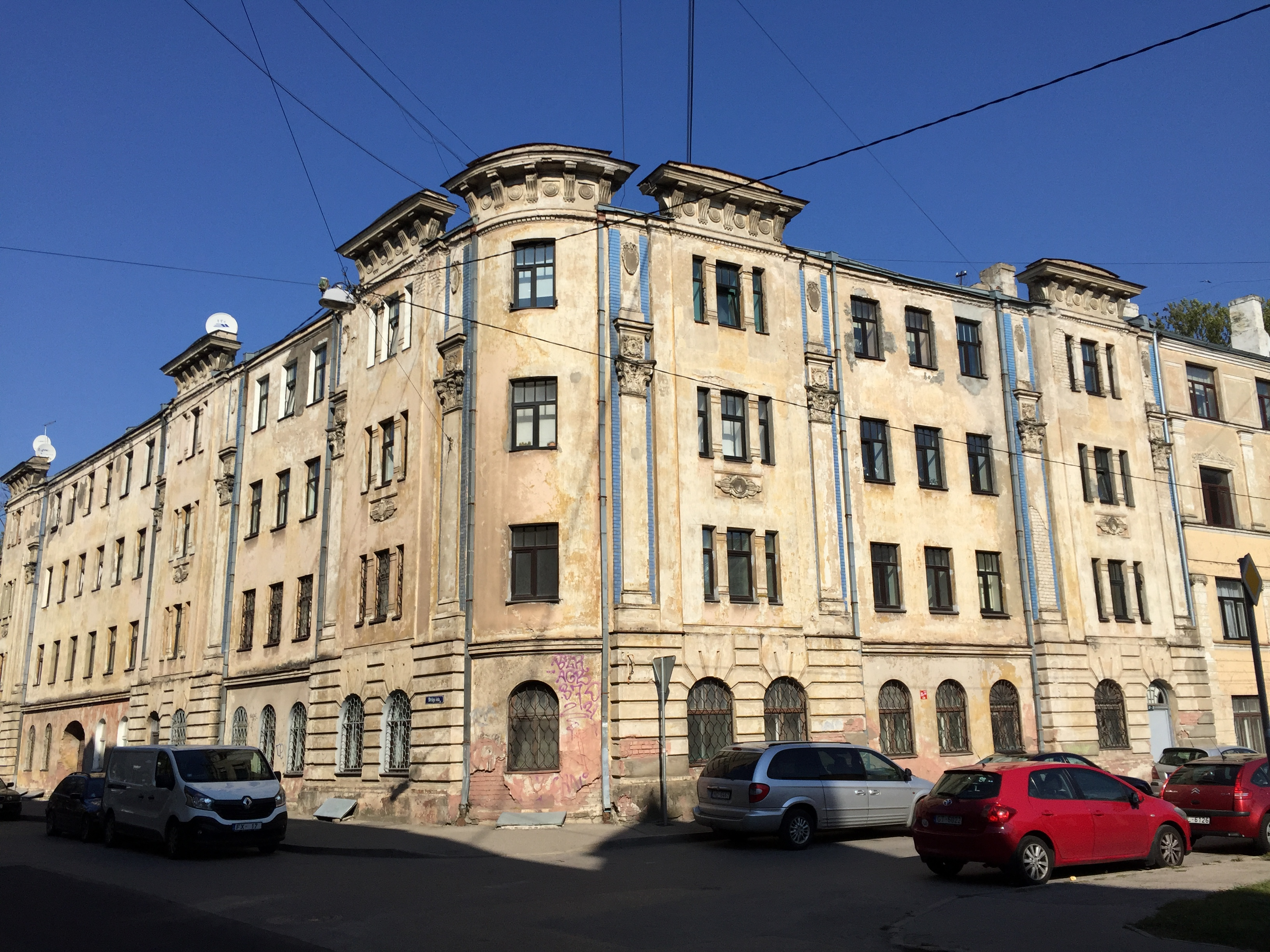
Ул. Стругу, дом № 3 (угол ул. Дагдас).